# Koninklijke Nederlandse Papierfabriek
De Koninklijke Nederlandse Papierfabriek (KNP) is een niet meer onder deze naam opererend Nederlands bedrijf, dat zich sinds 1850 te Maastricht bezighoudt met de fabricage van papier. Het bedrijf stond achtereenvolgens bekend onder de namen Lhoest Weustenraad & Cie (1850-1857), Lhoest Lammens & Cie (1857-1875), Koninklijke Nederlands[ch]e Papierfabriek (1875-1993), KNP-Leykam / KNP-BT (1993-1997) en Sappi Maastricht (1997-nu). Een deel van de gebouwen van KNP in het Boschstraatkwartier behoren tot het industrieel erfgoed van Maastricht.

## Geschiedenis

### Stichting en snelle ontwikkeling
De in 1850 te Maastricht opgerichte papierfabriek C.V. Lhoest Weustenraad & Cie werd voornamelijk met Belgisch kapitaal gefinancierd. Oprichters waren: Émile en Jules Frésart en Nicolas Dorye (allen uit Luik), Jean-Baptiste Lammens (uit Brussel) en Guillaume en Louis Lhoest, Petrus Regout en Adolphe Weustenraad (allen uit Maastricht). Als directeuren (gérants) traden op Lhoest, Weustenraad en Lammens. Begin 1851 verrezen de eerste gebouwen op de terreinen van de voormalige Commanderij Nieuwen Biesen van de Duitse Orde in het noordelijk deel van de Maastrichtse binnenstad. De fabriek was gunstig gelegen aan het Bassin, de Zuid-Willemsvaart met sluis naar de Maas en het Kanaal Luik-Maastricht. De productie begon in mei 1852 met twee machines, geleverd door de machinefabriek van John Cockerill uit Seraing (B). In 1857 trad Adolphe Weustenraad terug als directeur, waarna de naam gewijzigd werd in C.V. Lhoest Lammens & Cie. In 1859 en 1861 werd de fabriek uitgebreid met twee nog bestaande gebouwen aan het Bassin. Een van de belangrijkste grondstoffen voor papier vormde lompen, vandaar dat de fabriek in de volksmond al snel de bijnaam kreeg 't lommelefebrik ("voddenfabriek").
De eerste tientallen jaren ontwikkelde het bedrijf zich voorspoedig. In 1872 werkten er 750 mensen, een aantal dat daarna niet meer geëvenaard zou worden. In 1875 werd de firma een naamloze vennootschap en kreeg de naam N.V. Koninklijke Nederlandse Papierfabriek (KNP). Langzaam raakte het terrein tussen de Maas en de Zuid-Willemsvaart bebouwd en breidde KNP uit in noordelijke richting tot aan de Fransensingel (later tot aan de Spoorbrug en nog verder naar het noorden). De fabriek exporteerde onder andere naar het Verenigd Koninkrijk, Frankrijk, Australië en Latijns-Amerika.
De economische crisis eind jaren 1920 deed het bedrijf echter bijna de das om. De papierproductie daalde van 6 miljoen kg in 1928 tot 2 miljoen kg in 1932. Er werd sinds 1931 geen winst meer gemaakt.

### Periode Léon Lhoest
In 1933 nam ir. L.P.M.H. (Léon) Lhoest het roer over als directeur. Hij was een achterkleinzoon van een van de oprichters. Door radicale sanering - hij reduceerde het machinepark van acht tot vier papiermachines en schreef 70% af op het aandelenkapitaal - kreeg hij de fabriek weer boven water. In 1936 sloot KNP een van de eerste CAO’s in Nederland af. In 1937 werd er weer winst gemaakt. De productie was in 1939 gestegen tot 10 miljoen kg papier, waaronder drukpapier (met als specialiteit bijbelpapier), schrijfpapier, tekenpapier, plakpapier voor strokarton, en sigarettenpapier. Door het uitbreken van de Tweede Wereldoorlog stagneerde de groei wederom.
Na de oorlog sloeg de fabriek een nieuwe weg in. In het kader van het Marshallplan werd directeur Lhoest uitgenodigd voor een bezoek aan de Verenigde Staten van Amerika. Daar maakte hij onverwacht kennis met het zogenaamde gestreken papier (papier voorzien van een of meerdere lagen coating). KNP werd een van de eerste fabrieken in Europa die gestreken papier ging produceren, hetgeen een succes bleek. KNP bouwde daartoe in 1951 een nieuwe papermachine aan de Maas in Maastricht, de PM 5, gevolgd door de PM 6 in 1962 en de PM 7 (die in het Belgische Lanaken gebouwd werd) in 1967.
In 1966 was de productie gestegen tot 120 miljoen kg. Eind jaren 1960 werd samen met de Canadese celluloseproducent MacMillan Bloedel (destijds grootaandeelhouder van het bedrijf) deelgenomen in de Celupal papierfabriek in Algeciras (Spanje). Lhoest ging in 1968 met pensioen.

### Overnames, fusies en splitsingen
In 1971 verhuisde het hoofdkantoor van KNP – tot dan toe onderdeel van het fabriekscomplex – naar de overkant van het Bassin, naar het voormalige confectieatelier van The National N.V. In 1972 werden de paperfabrieken van Gelderland-Tielens N.V. overgenomen, waardoor KNP ook vestigingen in Meerssen en Nijmegen kreeg. Eind jaren 1970 diversifieerde het concern (dat ondertussen Koninklijke Nederlandse Papierfabrieken (meervoud) was gaan heten) in producten met een lagere toegevoegde waarde zoals karton en toiletpapier. In 1978 kocht het kartonbedrijf KAPPA (kartonfabrieken Britannia en De Kroon in Oude Pekela, Scholten Carton in Hoogezand, Van Opstal Atlanta in Tilburg en golfkartonfabriek Van Dam te Helmond). Begin jaren 1980 stond het bedrijf er wederom slecht voor.
In 1993, in een periode van hernieuwde economische groei, werd de Oostenrijkse fabriek Leykam–Mürztaler gedeeltelijk overgenomen en veranderde de naam in KNP-Leykam. KNP-Leykam was in 1996 de grootste producent van houtvrij gestreken papier in Europa, met een marktaandeel van 15% en bouwde onder andere in Oostenrijk de grootste papiermachine ter wereld met een capaciteit van 560 miljoen kg. In 1993 fuseerde KNP-Leykam met Bührmann-Tetterode en papierhandelshuis VRG (Van Reekum-Gepacy Papier), waardoor KNP-BT ontstond, een bedrijf dat slechts enkele jaren standhield. In deze periode werd het directiekantoor van de onderneming, waarvoor tien jaar eerder in de Maastrichtse kantorenwijk Randwyck nieuwbouw was gepleegd, overgeplaatst naar Naarden en enige jaren daarna naar Hilversum, waar een luxe kantoorvilla ontworpen door de Amerikaanse architect Richard Meier werd betrokken.
In 1997 werden de papieractiviteiten van KNP-BT overgenomen door South African Pulp & Paper Industry, ’s werelds grootste producent van houtvrij gestreken papier. De papierfabrieken in Maastricht, Lanaken en Nijmegen maakten vanaf dat moment deel uit van SAPPI Europe. De rest van KNP-BT ging een andere weg. In 1998 ontstond als resultaat van een management buy-out Kappa Packaging. De rest van het bedrijf veranderde van naam in Buhrmann. In 2003 werd de divisie Paper Merchanting verkocht (voormalig VRG). Buhrmann veranderde in 2007 van naam in Corporate Express en werd in 2008 verkocht aan Staples.
Bij de bouw van het kantoren- en winkelcentrum Mosae Forum in 2002 werkte de Gemeente Maastricht nauw samen met Sappi om het gebouw zoveel mogelijk klimaatneutraal te maken. Dat gebeurde door een warmtewisselaar te plaatsen in de fabrieksschoorsteen van Sappi. In september 2022 werd bekend dat de drie Europese Sappi-vestigingen (in Maastricht, Duitsland en Finland) deels zouden worden overgenomen door de Duitse investeringsmaatschappij Aurelius Group. Een half jaar later ketste de verkoop af. Door een combinatie van besparingen en investeringen bleek de Maastrichtse vestiging weer toekomstbestendig en zag Sappi af van verkoop.

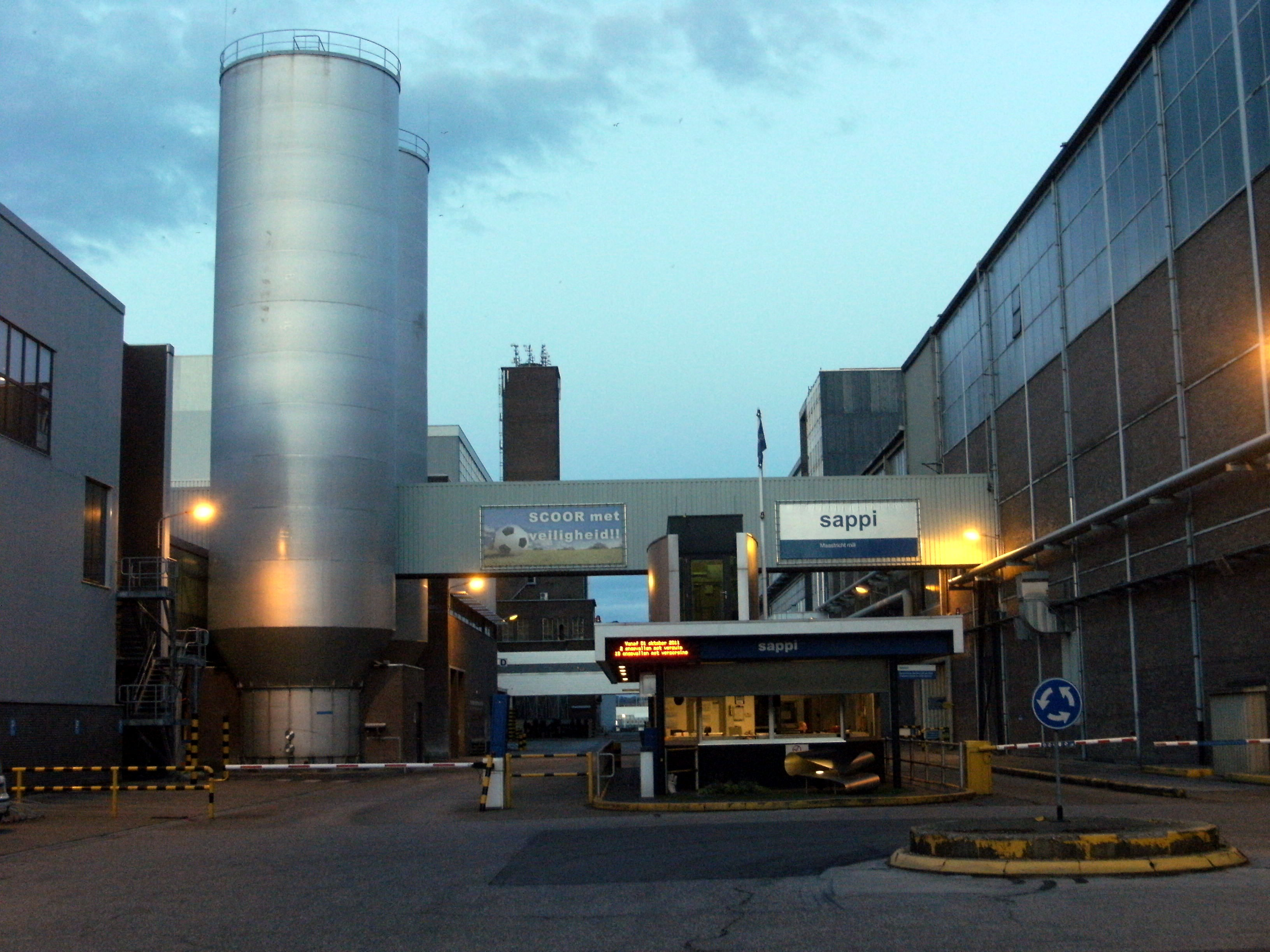
Moderne installaties
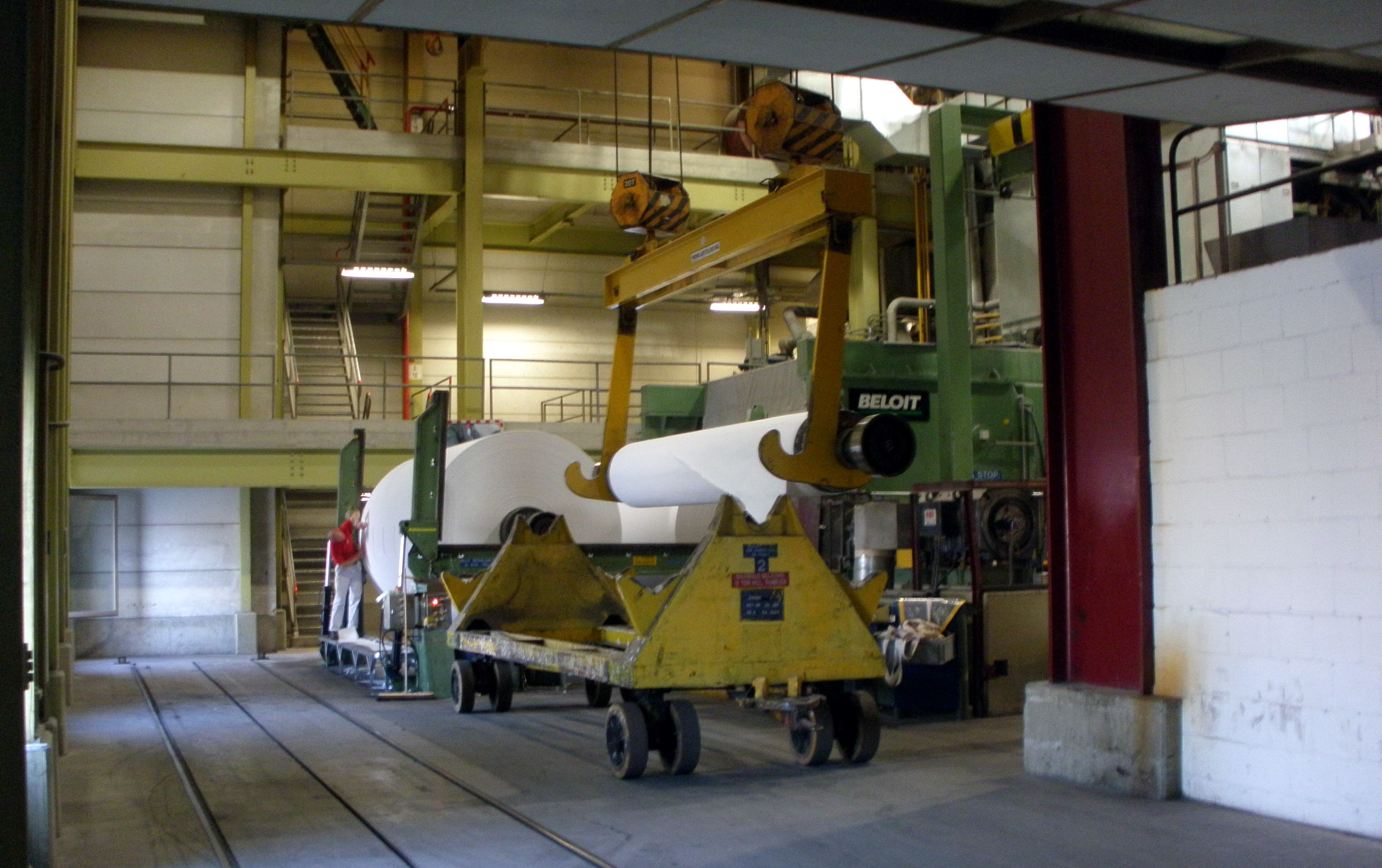
Papiermachine
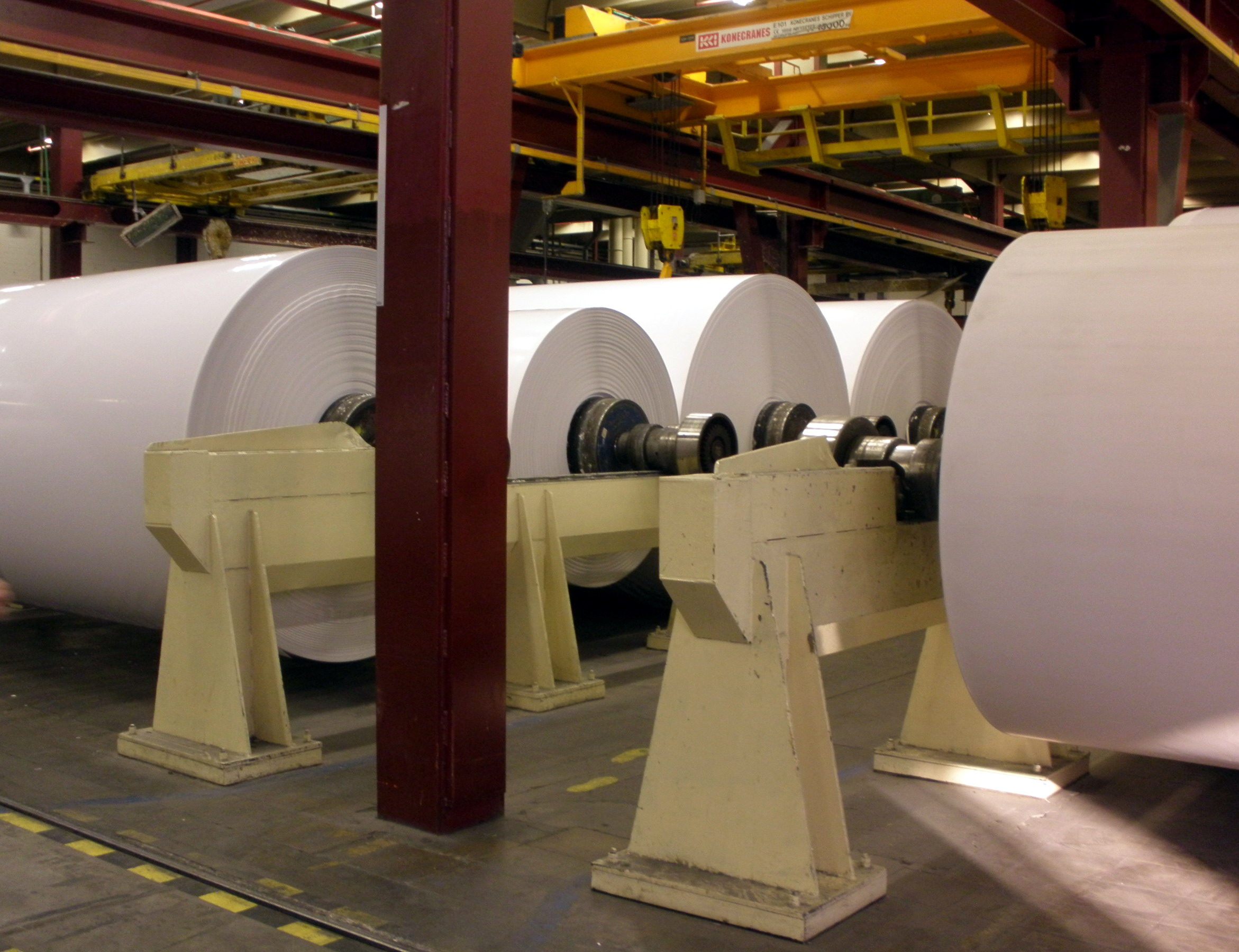
Eindproducten
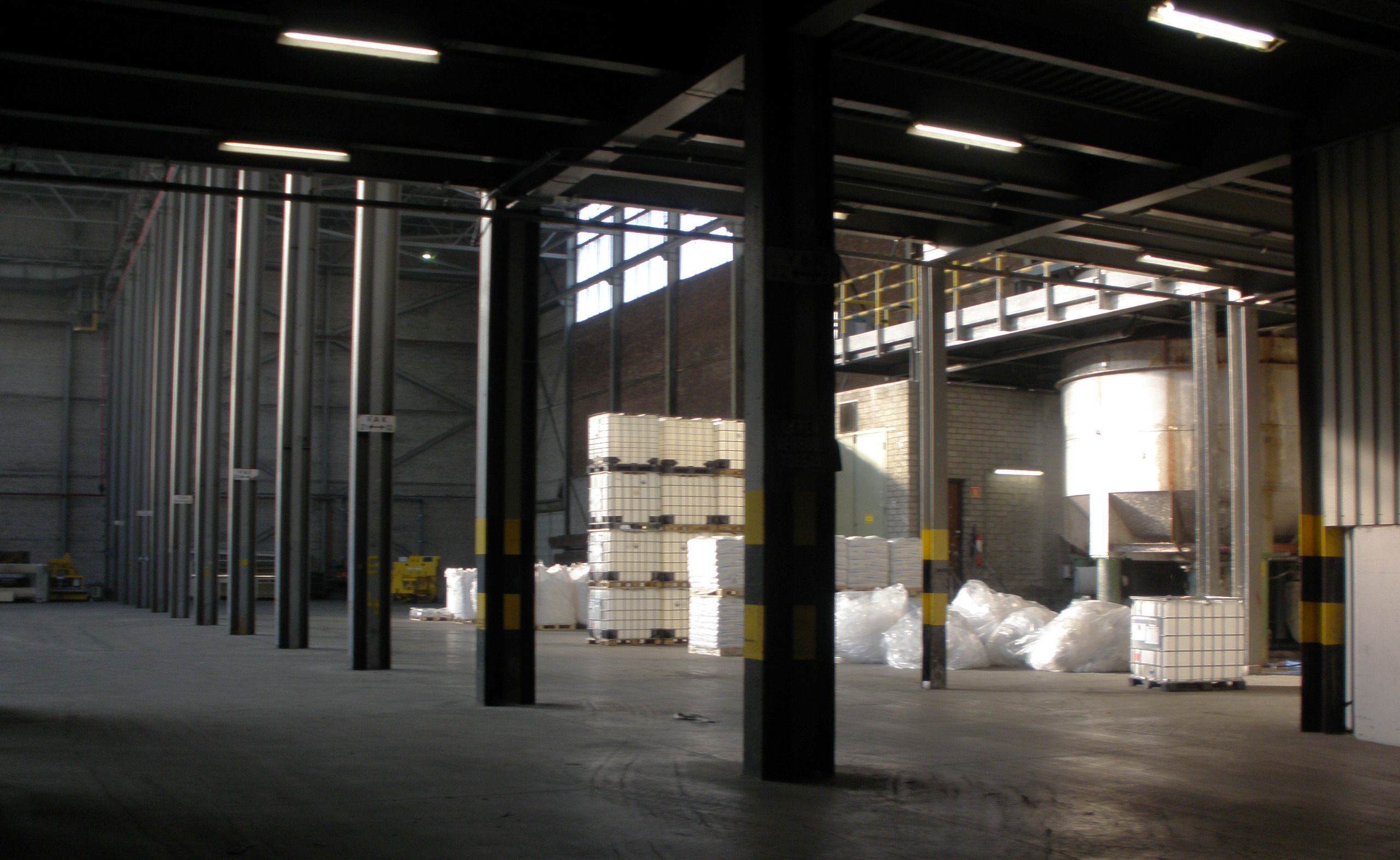
Magazijn

## Erfgoed, kunst

### Pre-industrieel erfgoed
Uit het pre-industriële verleden zijn maar weinig resten bewaard gebleven. Een muur in een van de oudere fabriekspanden lijkt 18e-eeuws en is om die reden aangemerkt als een mogelijk restant van het ridderklooster Commanderij Nieuwen Biesen dat hier tot 1794 stond. Door anderen wordt deze visie bestreden. Het fabrieksterrein ligt vlak bij en deels op de afgebroken stadsmuur en de vestingwerken van Maastricht. Aan de zuidzijde van het complex is nog een vroeg-19e-eeuwse affuitenloods bewaard gebleven. Deze werd door KNP gebruikt als huisvesting voor arbeiders en later als schaftlokaal en ontspanningsruimte. Vlakbij zijn in een muur van het Blekerijgebouw nog sporen te zien van de hellingbaan waarover de kanonnen naar de wallen werden getrokken. Aan de noordkant van het fabriekscomplex bevinden zich nog restanten van de buitenwerken van Maastricht, met name de kazemat van ravelijn c uit 1821.

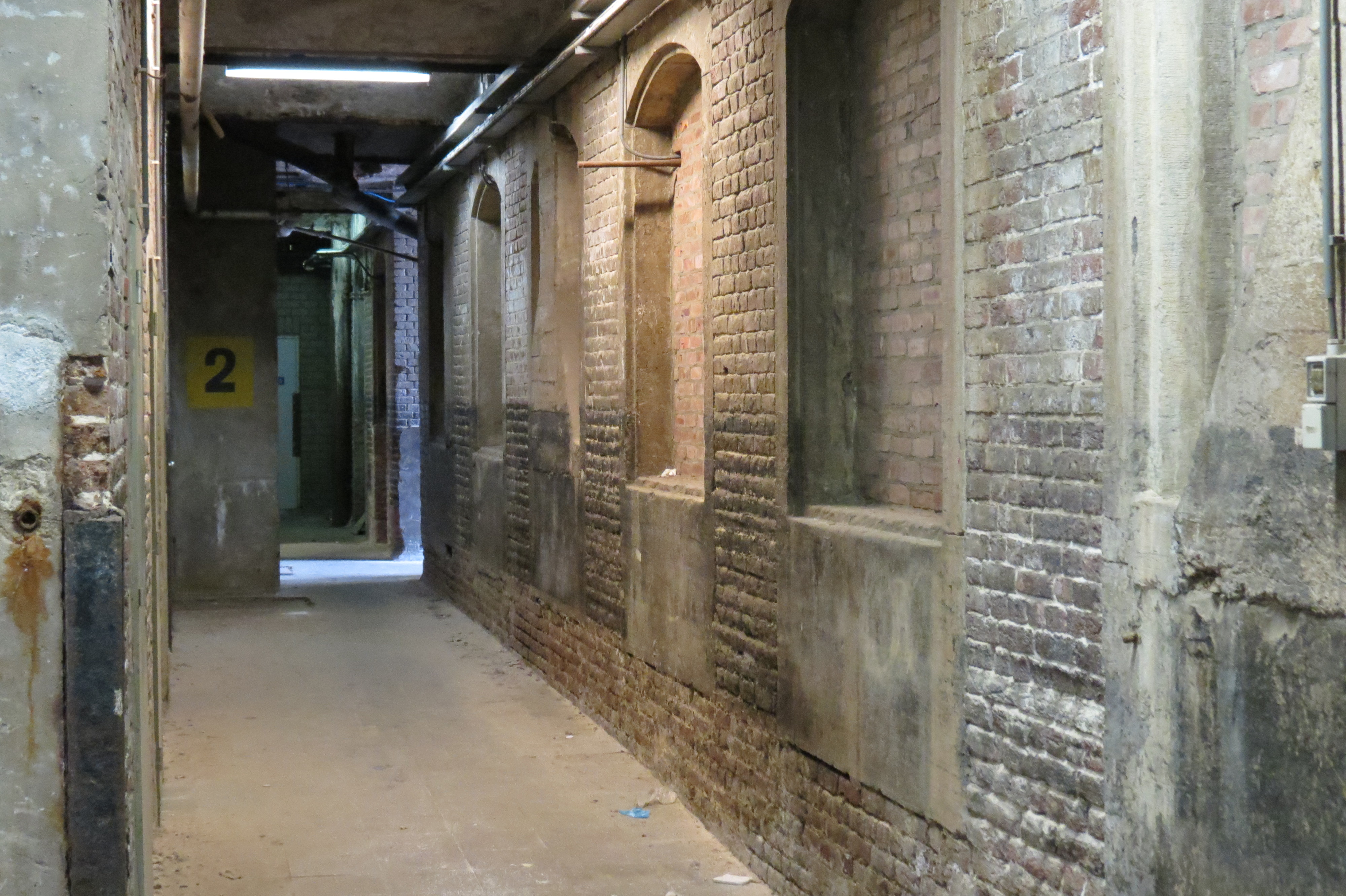
Religieus verleden: commanderijmuur?
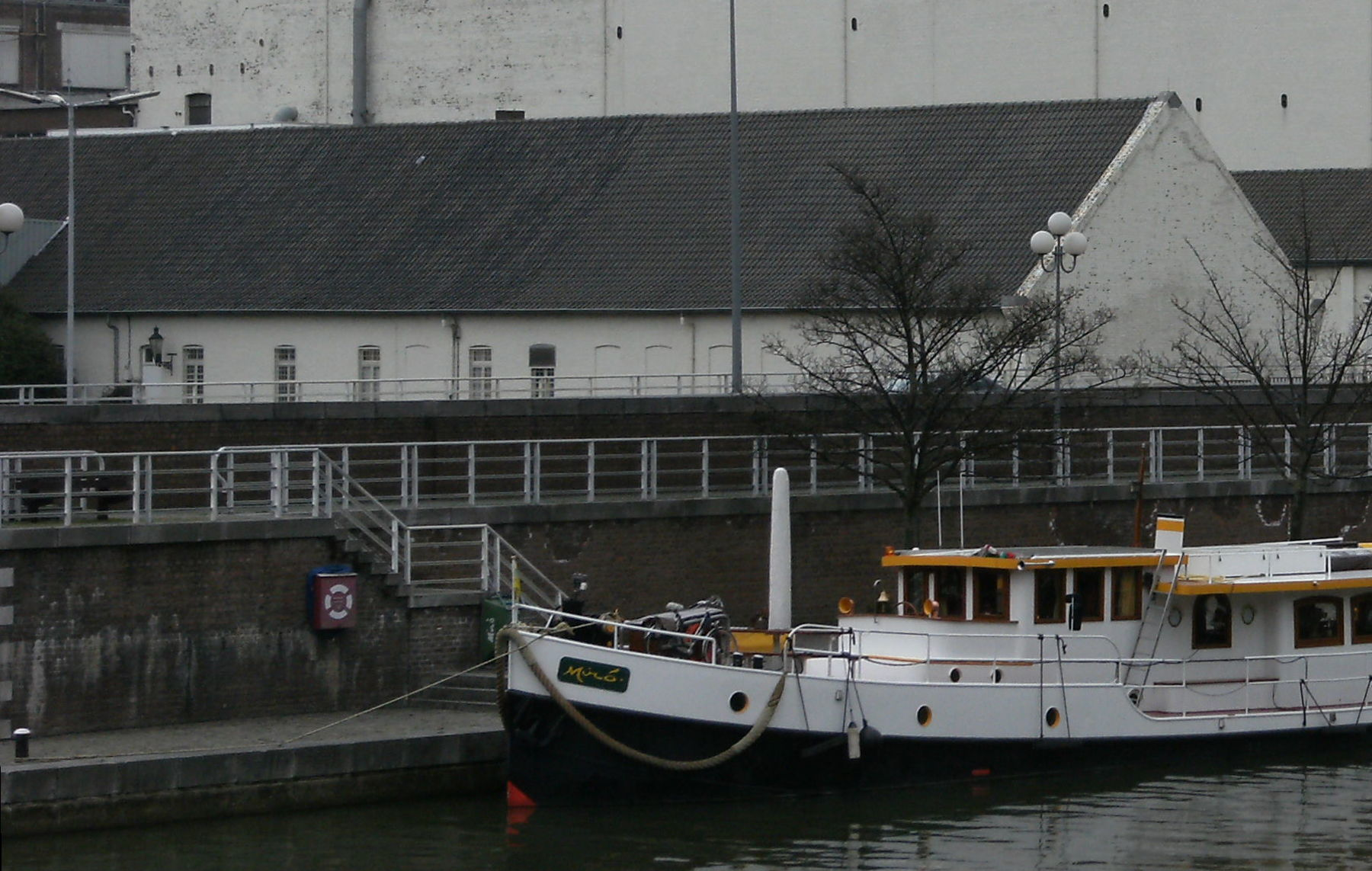
Militair verleden: affuitenloods aan het Bassin
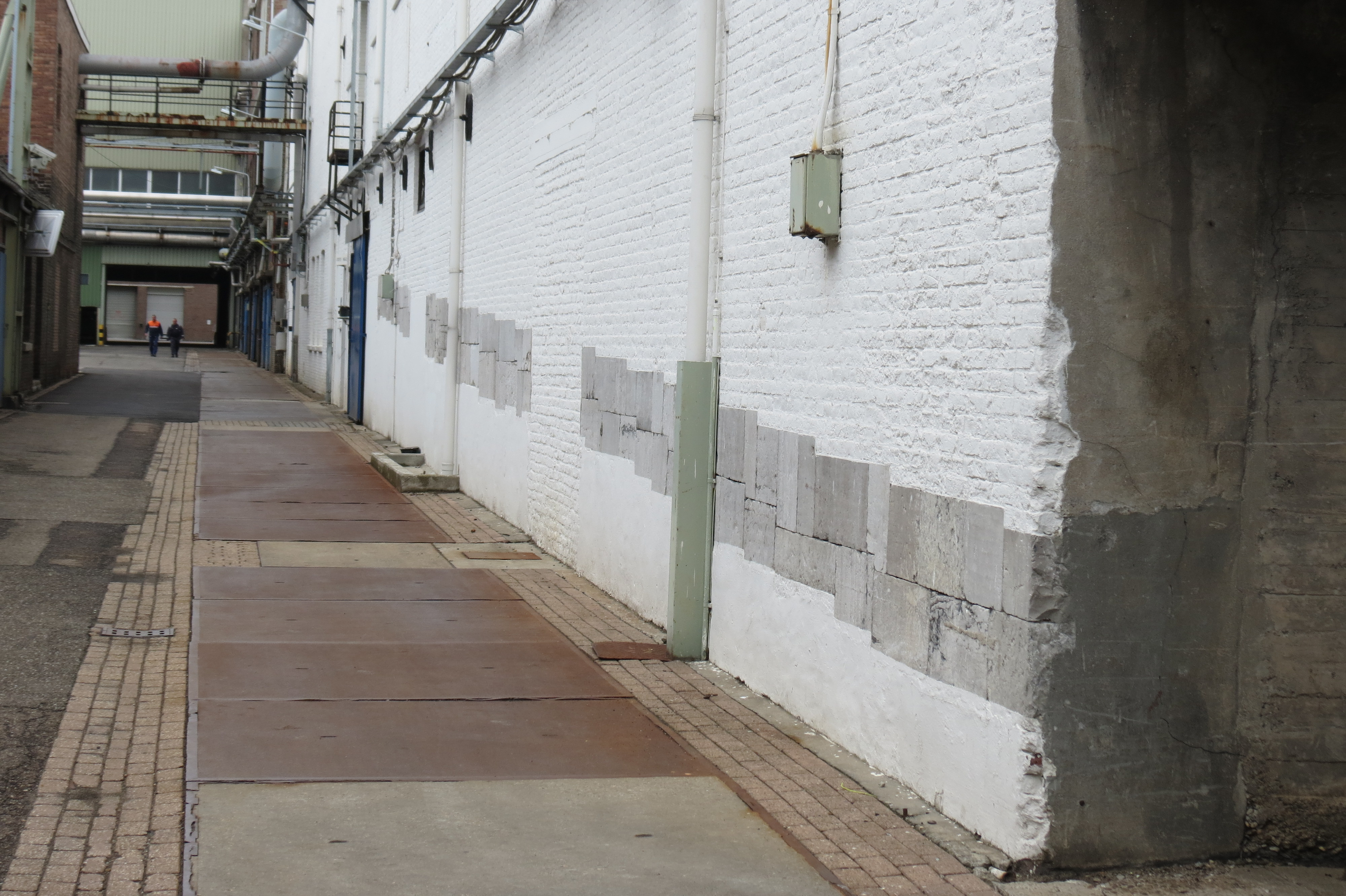
Restant hellingbaan tussen affuitenloods en stadswallen
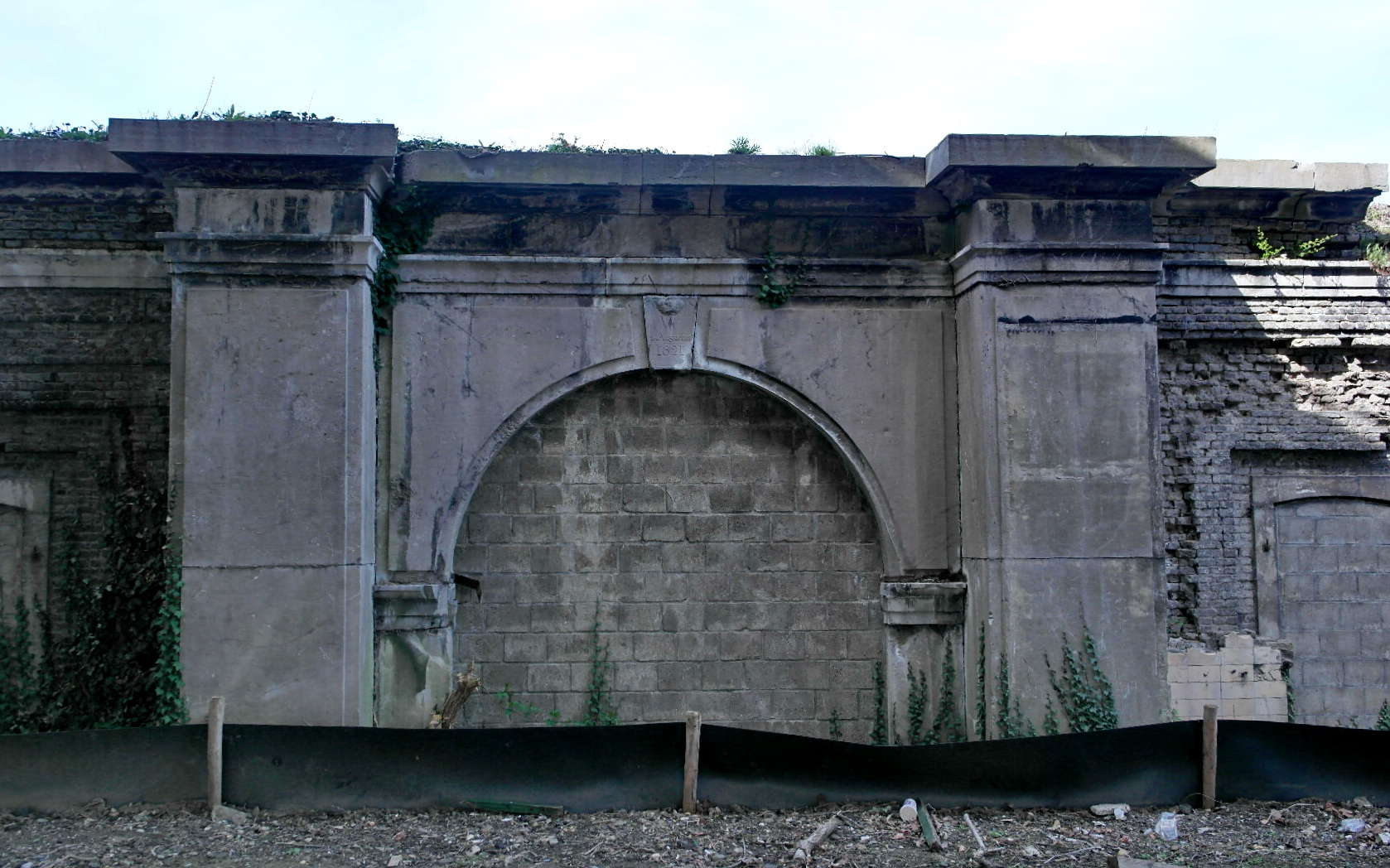
Detail kazemat van ravelijn c

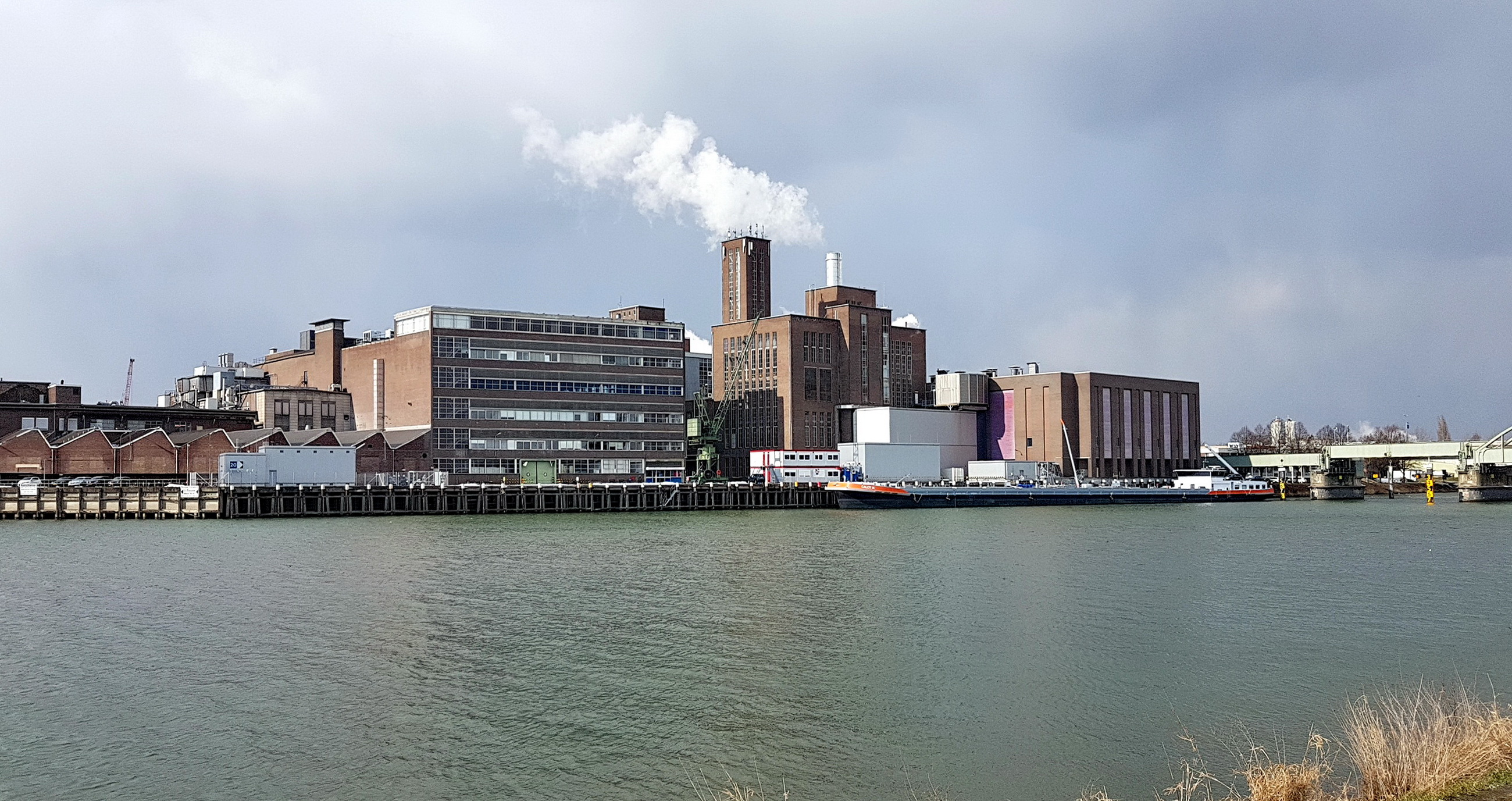
Beeldbepalende gebouwen langs de Maas

### Industrieel erfgoed

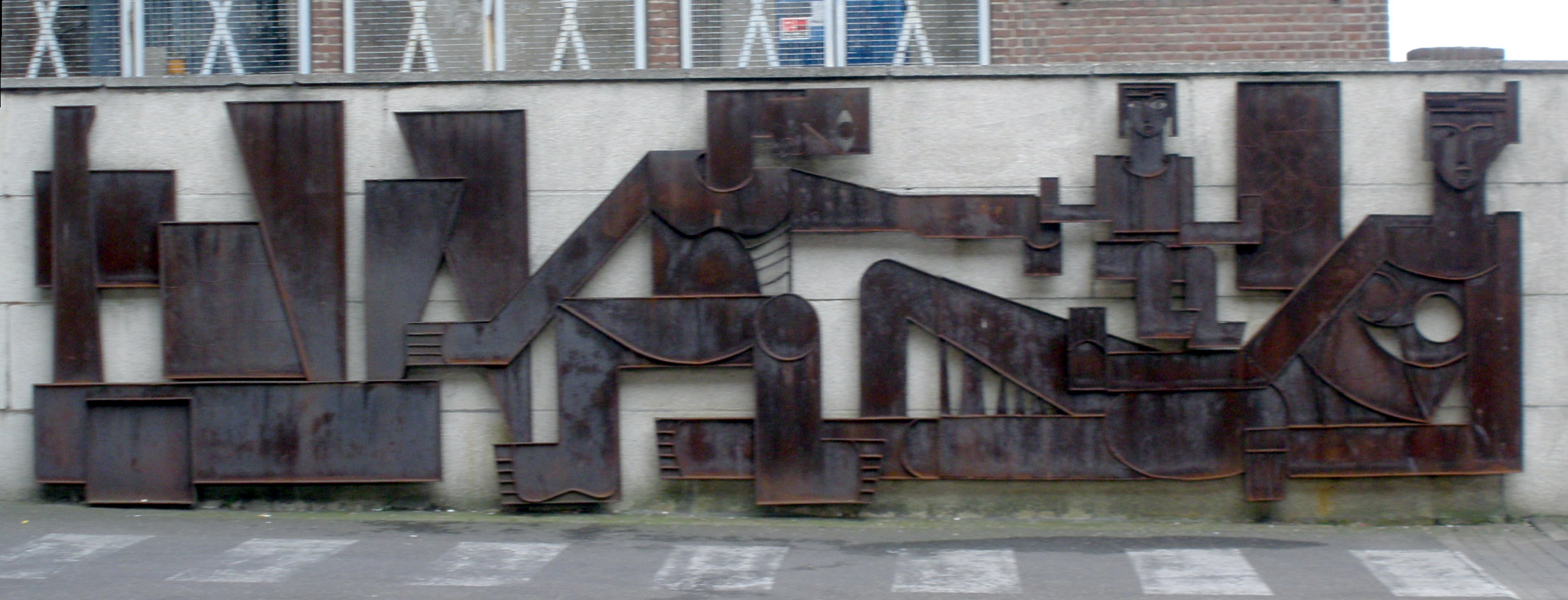
Reliëf bij de fabrieksingang

De fabrieksgebouwen van de Koninklijke Nederlandse Papierfabriek aan Maas, Bassin en Zuid-Willemsvaart vormen tezamen met enkele nog aanwezige historische bruggen en sluizen een uniek ensemble van industriële architectuur in de stedelijke omgeving van het Boschstraatkwartier. Het oudste gebouw dateert uit 1859; het nieuwste uit de late 20e eeuw en daartussen is uit vrijwel elke periode wel een voorbeeld te vinden. Het L-vormige Blekerijgebouw is beschermd als rijksmonument. De vlakbij gelegen werfkelders aan het Bassin en de ophaalbrug van Sluis 20 zijn eveneens beschermd.

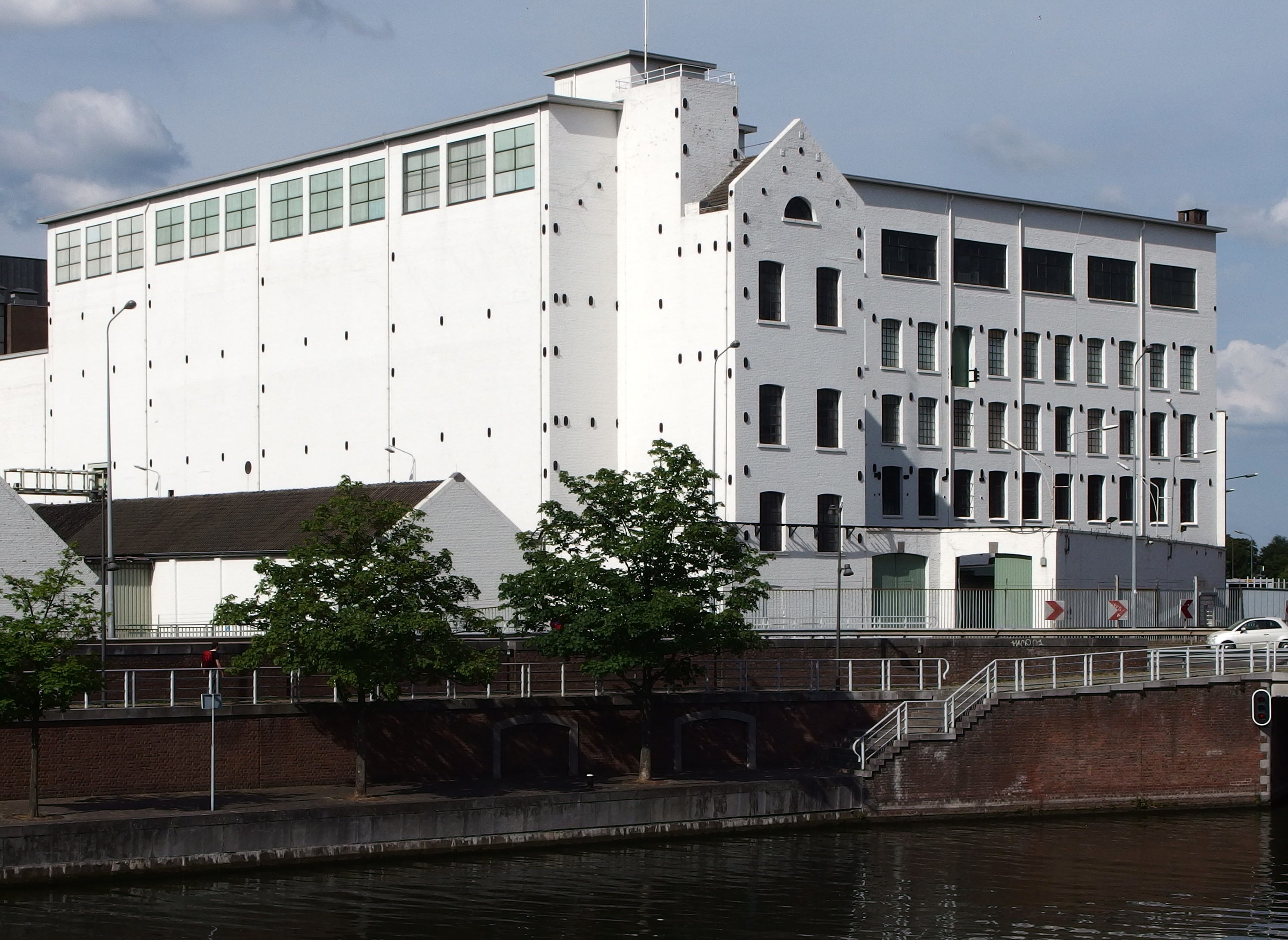
Blekerij en Bassinkelders
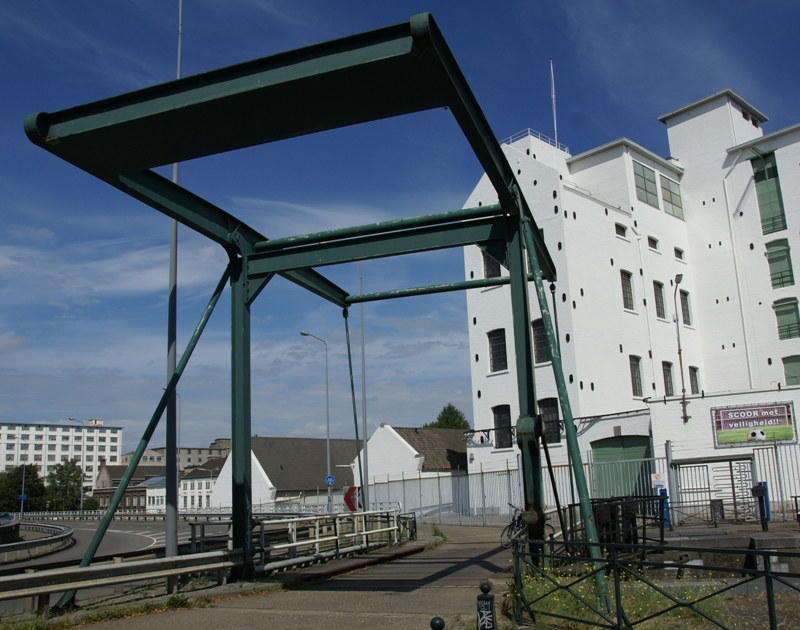
Blekerij en brug Sluis 20
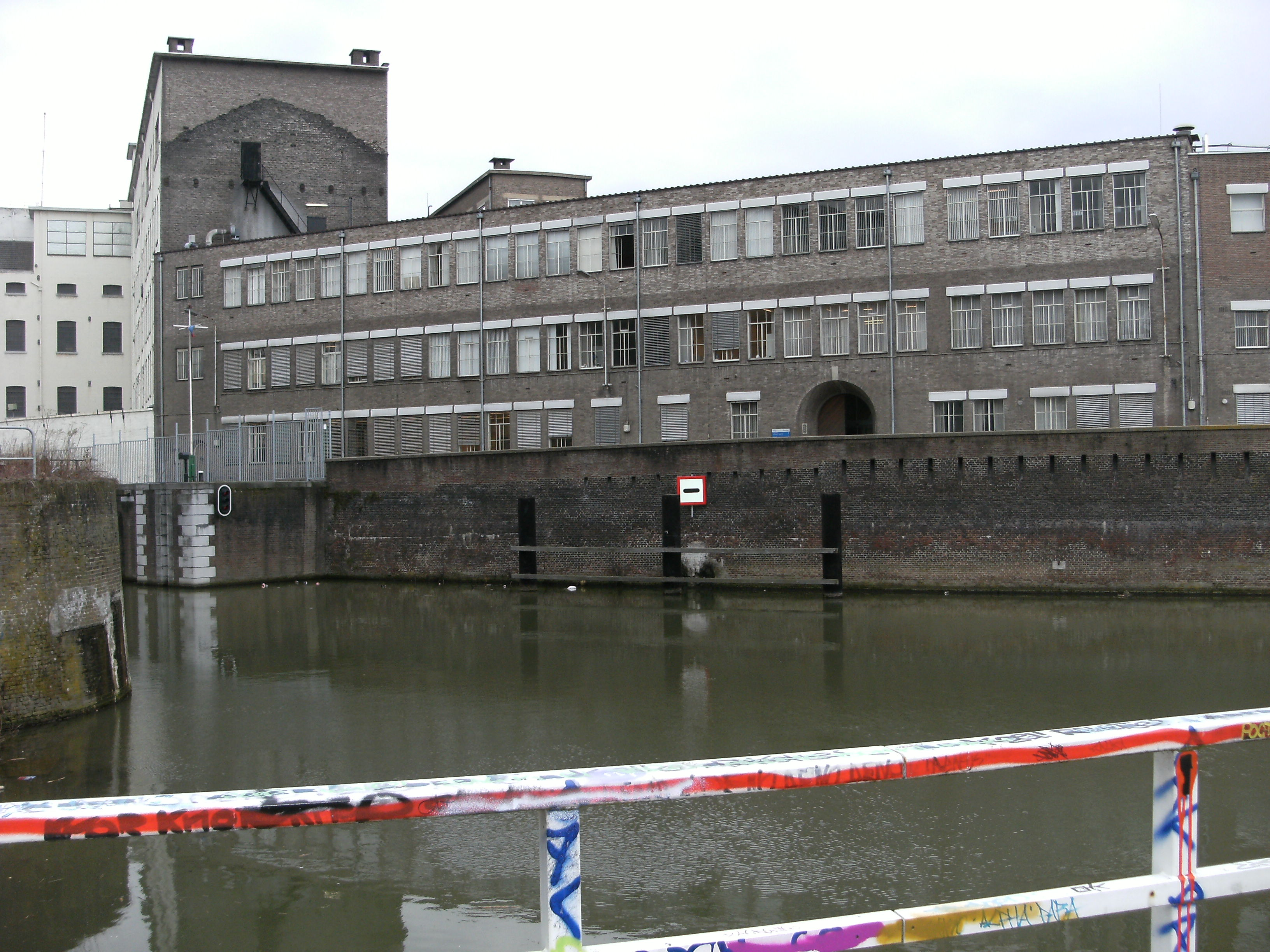
Kantoorgebouw
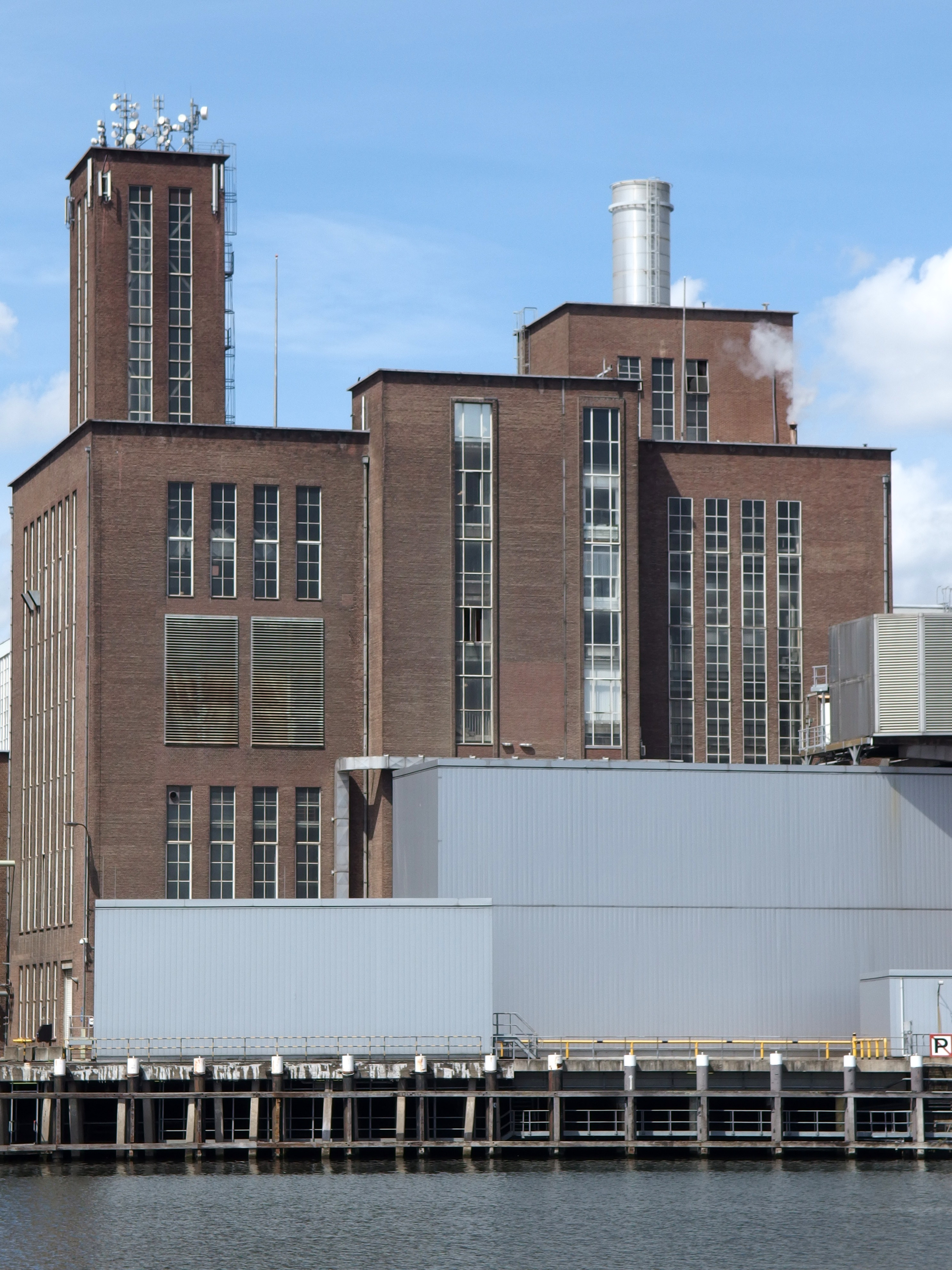
Elektriciteitscentrale

### Kunst
Boven de voormalige fabriekspoort bevindt zich een zandstenen reliëf dat bij het 100-jarig jubileum in 1950 werd aangebracht. Het stelt een liggende vrouw voor, die een banderol vasthoudt. Op de achtergrond rokende fabrieksschoorstenen en de Sint Servaasbrug. Het reliëf werd gemaakt door Wim van Hoorn en draagt de tekst: "1850 Door arbeid tot welvaart 1950". In een trappenhuis van de afdeling Ontwikkeling en Techniek hangen twee glascollages die de fabricage van papier op traditionele en moderne wijze verbeelden (Frans Slijpen, 1959). In het personeelsrestaurant bevindt zich een bronzen reliëf dat hetzelfde onderwerp heeft (Hank Beelenkamp, 1986). Een groot reliëf van cortenstaal bij de fabrieksingang beeldt hetzelfde thema uit.